# Verreries-de-Moussans
Verreries-de-Moussans (en occitan Las Veirièiras de Moçan) est une commune française située dans le sud-ouest du département de l'Hérault, en région Occitanie.
Exposée à un climat méditerranéen, elle est drainée par le Thoré, le ruisseau de Beson, le ruisseau de Galinier et par divers autres petits cours d'eau. Incluse dans le parc naturel régional du Haut-Languedoc, la commune possède un patrimoine naturel remarquable composé de deux zones naturelles d'intérêt écologique, faunistique et floristique.
Verreries-de-Moussans est une commune rurale qui compte 88 habitants en 2022, après avoir connu un pic de population de 722 habitants en 1866. Ses habitants sont appelés les Verrerians et Verrerianes.

## Géographie

### Localisation
La commune est limitrophe du département du Tarn.

### Communes limitrophes
Les communes limitrophes sont  Boisset, Courniou, Ferrals-les-Montagnes, Labastide-Rouairoux, Rieussec et Saint-Pons-de-Thomières.
| Labastide-Rouairoux (4.91 / 5,64 km) Lacabarède (8.70 / 10,65 km)        | La Salvetat-sur-Agout (17.02 / 33,24 km) | Courniou (3.49 / 7,04 km) Saint-Pons-de-Thomières (7.52 / 11,90 km) |
| Sorèze (49.81 / 63,28 km)                                                | Verreries-de-Moussans                    | Pardailhan (13.10 / 24,88 km)                                       |
| Lespinassière (12.94 / 24,00 km) Ferrals-les-Montagnes (6.69 / 10,65 km) | Pépieux (16.87 / 29,50 km)               | Rieussec (5.67 / 11,06 km) Boisset (5.56 / 16,55 km)                |

### Hydrographie
Le Thoré arrose la commune.

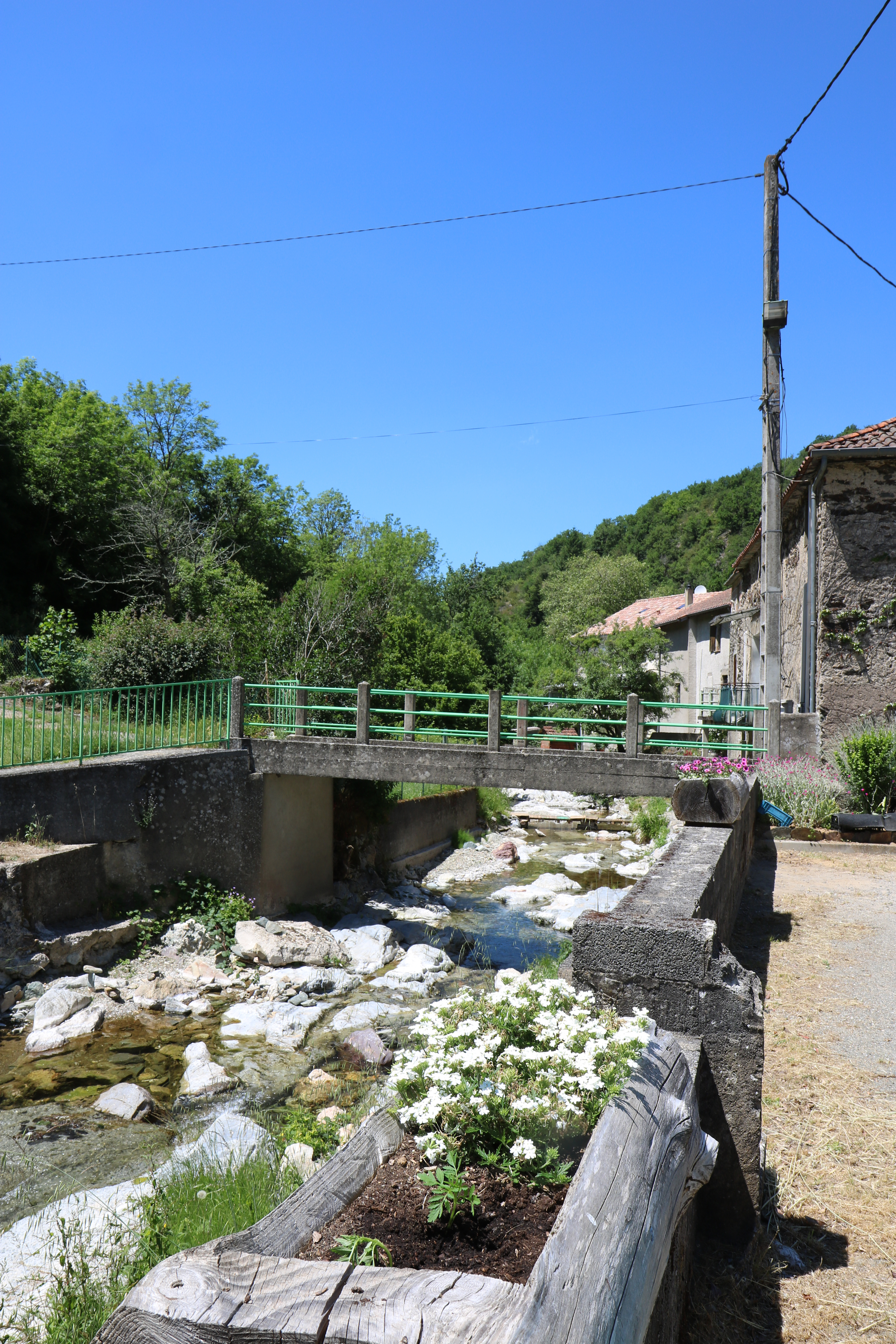
Passerelle sur le Thoré.

La source du Thoré est un des endroits en France où le bassin versant de l'océan Atlantique est le plus proche du bassin méditerranéen.

### Climat
Pour des articles plus généraux, voir Climat de l'Occitanie et Climat de l'Hérault.
En 2010, le climat de la commune est de type climat du Bassin du Sud-Ouest, selon une étude s'appuyant sur une série de données couvrant la période 1971-2000. En 2020, Météo-France publie une typologie des climats de la France métropolitaine dans laquelle la commune est exposée à un climat méditerranéen et est dans la région climatique  Provence, Languedoc-Roussillon, caractérisée par une pluviométrie faible en été, un très bon ensoleillement (2 600 h/an), un été chaud (21,5 °C), un air très sec en été, sec en toutes saisons, des vents forts (fréquence de 40 à 50 % de vents > 5 m/s) et peu de brouillards.
Pour la période 1971-2000, la température annuelle moyenne est de 11,3 °C, avec une amplitude thermique annuelle de 14,8 °C. Le cumul annuel moyen de précipitations est de 1 299 mm, avec 11,4 jours de précipitations en janvier et 5 jours en juillet. Pour la période 1991-2020, la température moyenne annuelle observée sur la station météorologique la plus proche, située sur la commune de Labastide-Rouairoux à 5 km à vol d'oiseau, est de 12,1 °C et le cumul annuel moyen de précipitations est de 1 284,7 mm,. Pour l'avenir, les paramètres climatiques de la commune estimés pour 2050 selon différents scénarios d'émission de gaz à effet de serre sont consultables sur un site dédié publié par Météo-France en novembre 2022.

### Milieux naturels et biodiversité

#### Espaces protégés
La protection réglementaire est le mode d’intervention le plus fort pour préserver des espaces naturels remarquables et leur biodiversité associée,.
Un  espace protégé est présent sur la commune : 
le parc naturel régional du Haut-Languedoc, créé en 1973 et d'une superficie de 307 184 ha, qui s'étend sur 118 communes et deux départements. Implanté de part et d’autre de la ligne de partage des eaux entre Océan Atlantique et mer Méditerranée, ce territoire est un véritable balcon dominant les plaines viticoles du Languedoc et les étendues céréalières du Lauragais,.

#### Zones naturelles d'intérêt écologique, faunistique et floristique

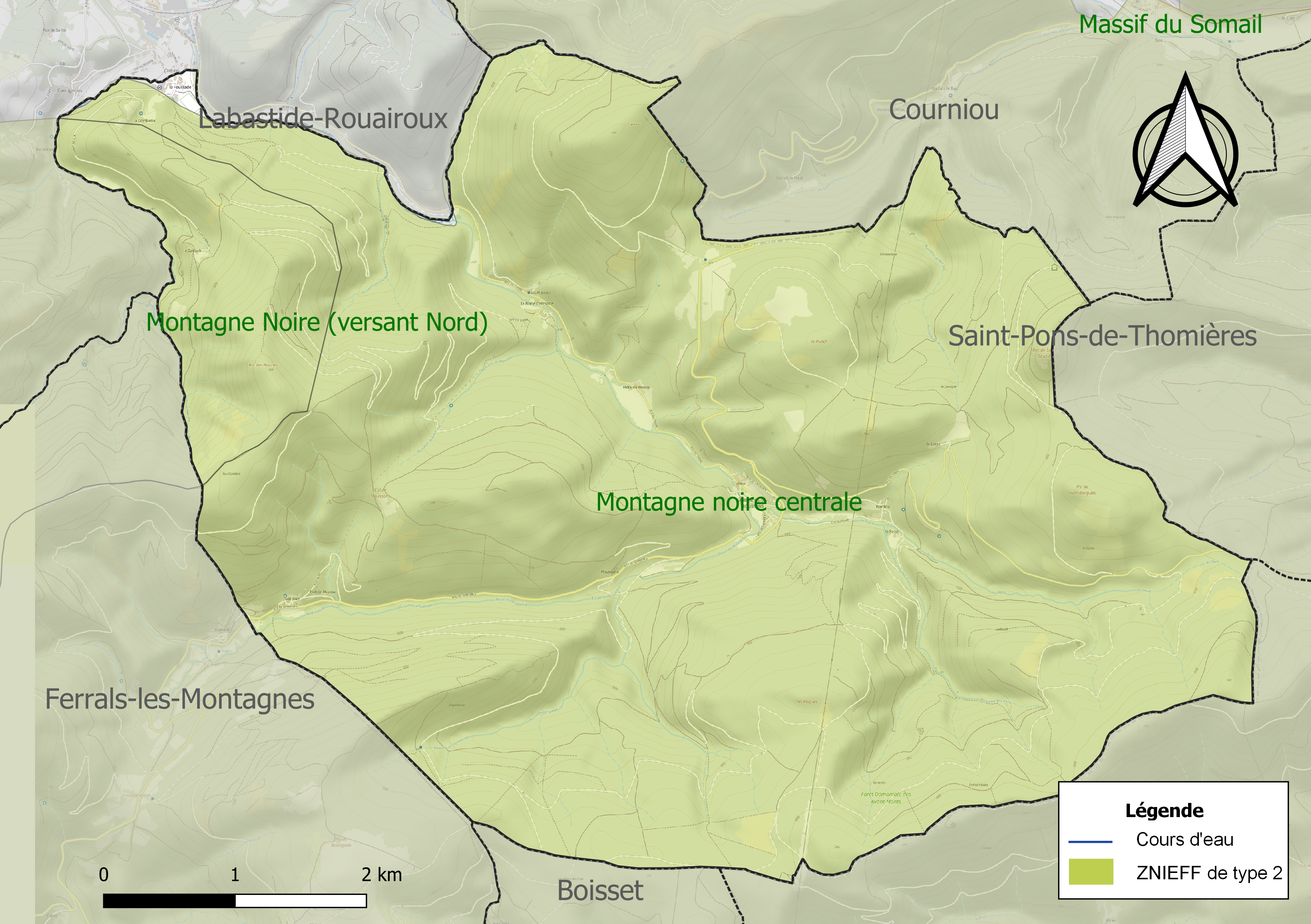
Carte des ZNIEFF de type 2 localisées sur la commune.

L’inventaire des zones naturelles d'intérêt écologique, faunistique et floristique (ZNIEFF) a pour objectif de réaliser une couverture des zones les plus intéressantes sur le plan écologique, essentiellement dans la perspective d’améliorer la connaissance du patrimoine naturel national et de fournir aux différents décideurs un outil d’aide à la prise en compte de l’environnement dans l’aménagement du territoire.
Deux ZNIEFF de type 2 sont recensées sur la commune :
- la « montagne noire centrale » (34 724 ha), couvrant 27 communes du département[15] ;
- la « montagne Noire (versant Nord) » (31 971 ha), couvrant 37 communes dont 14 dans l'Aude, deux dans la Haute-Garonne, trois dans l'Hérault et 18 dans le Tarn[16].

## Urbanisme

### Typologie
Au 1er janvier 2024, Verreries-de-Moussans est catégorisée commune rurale à habitat très dispersé, selon la nouvelle grille communale de densité à sept niveaux définie par l'Insee en 2022.
Elle est située hors unité urbaine et hors attraction des villes,.

### Occupation des sols
L'occupation des sols de la commune, telle qu'elle ressort de la base de données européenne d’occupation biophysique des sols Corine Land Cover (CLC), est marquée par l'importance des forêts et milieux semi-naturels (99,1 % en 2018), une proportion sensiblement équivalente à celle de 1990 (99 %). La répartition détaillée en 2018 est la suivante : 
forêts (99,1 %), zones agricoles hétérogènes (0,6 %), zones urbanisées (0,3 %), prairies (0,1 %). L'évolution de l’occupation des sols de la commune et de ses infrastructures peut être observée sur les différentes représentations cartographiques du territoire : la carte de Cassini (XVIIIe siècle), la carte d'état-major (1820-1866) et les cartes ou photos aériennes de l'IGN pour la période actuelle (1950 à aujourd'hui).

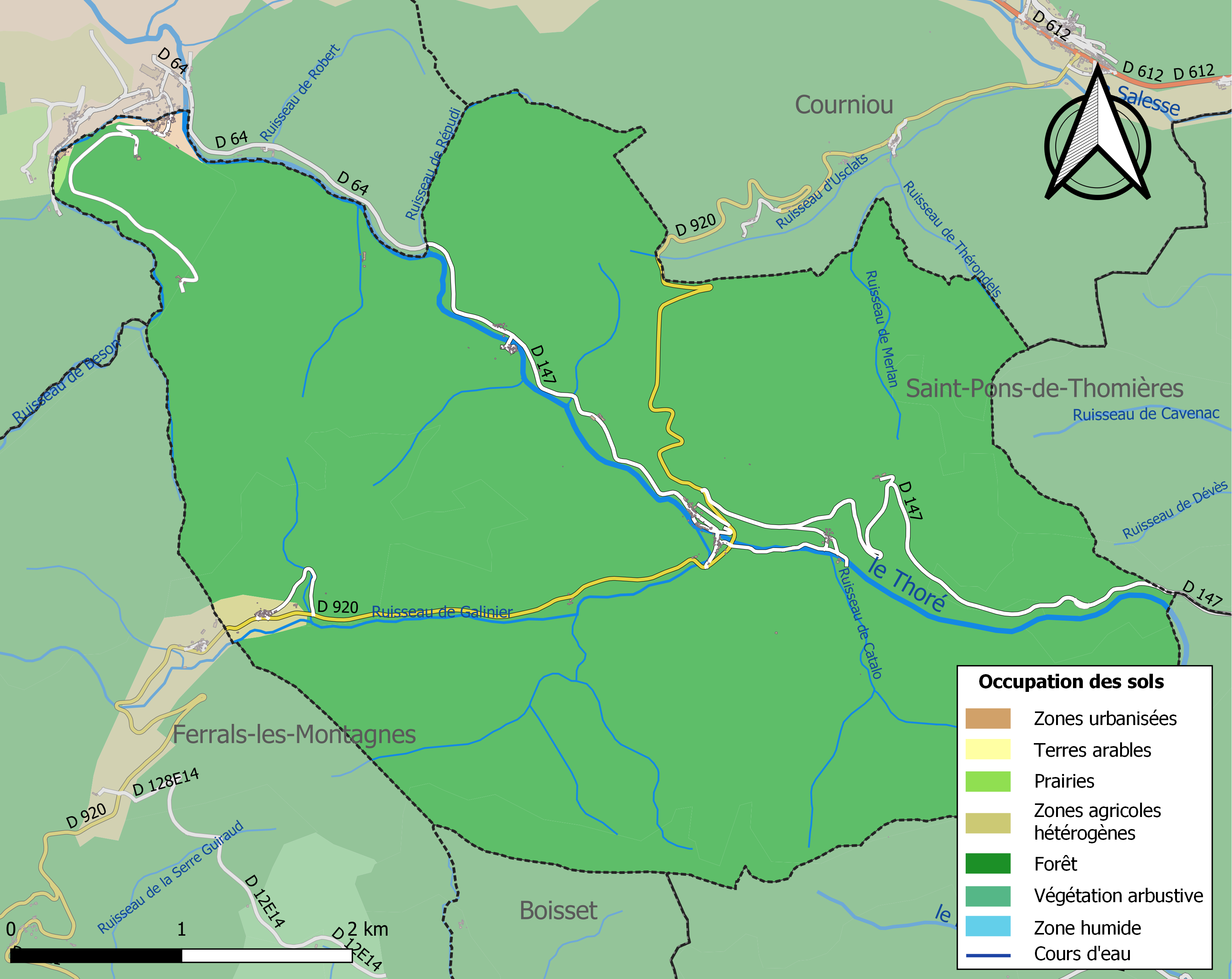
Carte des infrastructures et de l'occupation des sols de la commune en 2018 (CLC).

### Risques majeurs
Le territoire de la commune de Verreries-de-Moussans est vulnérable à différents aléas naturels : météorologiques (tempête, orage, neige, grand froid, canicule ou sécheresse) et séisme (sismicité très faible). Il est également exposé à deux risques particuliers : le risque minier et le risque de radon. Un site publié par le BRGM permet d'évaluer simplement et rapidement les risques d'un bien localisé soit par son adresse soit par le numéro de sa parcelle.

#### Risques naturels
Verreries-de-Moussans est exposée au risque de feu de forêt du fait de la présence sur son territoire. Un plan départemental de protection des forêts contre les incendies (PDPFCI) a été approuvé en juin 2013 et court jusqu'en 2022, où il doit être renouvelé. Les mesures individuelles de prévention contre les incendies sont précisées par deux arrêtés préfectoraux et s’appliquent dans les zones exposées aux incendies de forêt et à moins de 200 mètres de celles-ci. L’arrêté du 25 avril 2002 réglemente l'emploi du feu en interdisant notamment d’apporter du feu, de fumer et de jeter des mégots de cigarette dans les espaces sensibles et sur les voies qui les traversent sous peine de sanctions. L'arrêté du 11 mars 2013 rend le débroussaillement obligatoire, incombant au propriétaire ou ayant droit,.

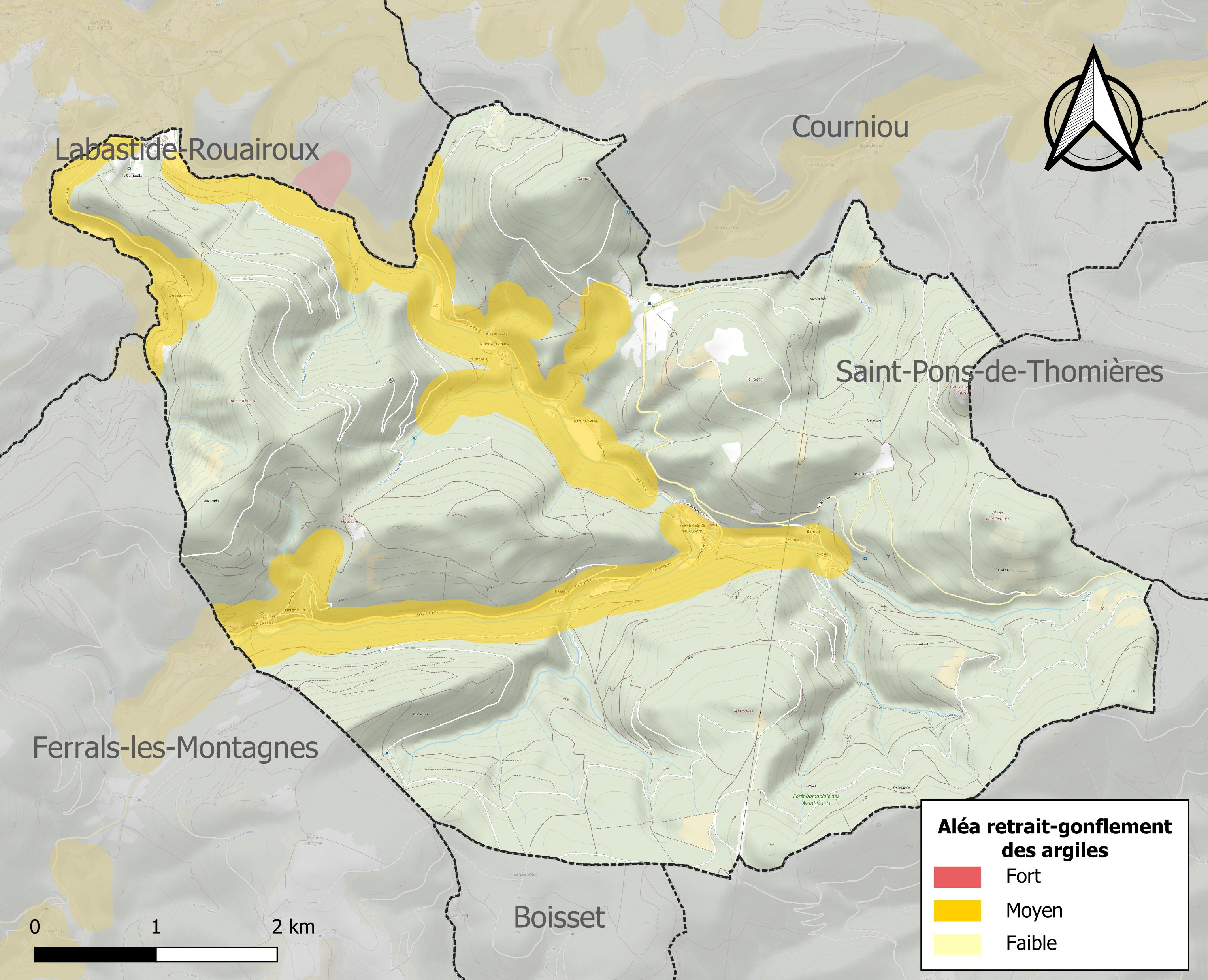
Carte des zones d'aléa retrait-gonflement des sols argileux de Verreries-de-Moussans.

Le retrait-gonflement des sols argileux est susceptible d'engendrer des dommages importants aux bâtiments en cas d’alternance de périodes de sécheresse et de pluie. 16,2 % de la superficie communale est en aléa moyen ou fort (59,3 % au niveau départemental et 48,5 % au niveau national). Sur les 120 bâtiments dénombrés sur la commune en 2019, 100 sont en aléa moyen ou fort, soit 83 %, à comparer aux 85 % au niveau départemental et 54 % au niveau national. Une cartographie de l'exposition du territoire national au retrait gonflement des sols argileux est disponible sur le site du BRGM,.
Par ailleurs, afin de mieux appréhender le risque d’affaissement de terrain, l'inventaire national des cavités souterraines permet de localiser celles situées sur la commune.
La commune a été reconnue en état de catastrophe naturelle au titre des dommages causés par les inondations et coulées de boue survenues en 1982, 1995, 1996, 1999, 2017 et 2018. Concernant les mouvements de terrains, la commune a été reconnue en état de catastrophe naturelle au titre des dommages causés par des mouvements de terrain en 2017.

#### Risque particulier
L’étude Scanning de Géodéris réalisée en 2008 a établi pour le département de l’Hérault une identification rapide des zones de risques miniers liés à l’instabilité des terrains.  Elle a été complétée en 2015 par une étude approfondie sur les anciennes exploitations minières du bassin houiller de Graissessac et du district polymétallique de Villecelle. La commune est ainsi concernée par le risque minier, principalement lié à l’évolution des cavités souterraines laissées à l’abandon et sans entretien après l’exploitation des mines.
Dans plusieurs parties du territoire national, le radon, accumulé dans certains logements ou autres locaux, peut constituer une source significative d’exposition de la population aux rayonnements ionisants. Certaines communes du département sont concernées par le risque radon à un niveau plus ou moins élevé. Selon la classification de 2018, la commune de Verreries-de-Moussans est classée en zone 3, à savoir zone à potentiel radon significatif.

## Histoire
Sous l'Ancien Régime, le hameau est représenté sous les dénominations de « Lafon Verrières » en 1693, « Les Verrières » en 1709, « Moussan » en 1774 et « Les Verreries ».
Bien que citée en 1790, la commune des Verreries-de-Moussans est créée le 12 mars 1864 par la réunion de territoires des communes de Rieussec (la plus grande part), de Saint-Pons-de-Thomières et de Boisset (domaine de Value).
L'histoire de la commune est liée à la présence de gentilshommes verriers qui depuis le Moyen Âge jusqu'à la fin du XIXe siècle ont développé leur activité. Les verreries forestières de Moussans utilisaient le bois des nombreuses forêts environnantes.
Le château de Moussans, devenu simple maison forestière de l'ONF, rappelle le souvenir de cette petite noblesse, souvent méprisée, qui vivait d'un travail certes manuel mais hautement spécialisé pour l'époque.
Durant la Seconde Guerre mondiale, le 24 août 1944, une attaque a lieu aux Verreries-de-Moussans d’une colonne ennemie par une section de la 3e Cie des Maquis de Vabre. Elle représente le dernier combat ayant eu lieu dans le département voisin du Tarn.

### Héraldique
|  | Les armoiries de Verreries-de-Moussans se blasonnent ainsi : « D'argent à une équerre de sinople posée en chevron, au chef bastillé de trois pièces d'azur chargé de deux cornues du champ ». |

## Politique et administration
| Période   | Période   | Identité             | Étiquette | Qualité |
| --------- | --------- | -------------------- | --------- | ------- |
| 1947      | 1989      | André Marty          |           |         |
| 1989      | mars 2001 | Philippe Constant    |           |         |
| mars 2001 | mars 2014 | Gilbert Lemble       |           |         |
| mars 2014 | mars 2020 | Bernard Rouanet      |           |         |
| mars 2020 | En cours  | Franck Poujol-Ricard |           |         |

## Démographie
L'évolution du nombre d'habitants est connue à travers les recensements de la population effectués dans la commune depuis 1866. Pour les communes de moins de 10 000 habitants, une enquête de recensement portant sur toute la population est réalisée tous les cinq ans, les populations de référence des années intermédiaires étant quant à elles estimées par interpolation ou extrapolation. Pour la commune, le premier recensement exhaustif entrant dans le cadre du nouveau dispositif a été réalisé en 2007.

En 2022, la commune comptait 88 habitants, en évolution de −7,37 % par rapport à 2016 (Hérault : +7,49 %, France hors Mayotte : +2,11 %).
| 1866 | 1872 | 1876 | 1881 | 1886 | 1891 | 1896 | 1901 | 1906 |
| ---- | ---- | ---- | ---- | ---- | ---- | ---- | ---- | ---- |
| 722  | 631  | 570  | 513  | 435  | 519  | 431  | 374  | 350  |

| 1911 | 1921 | 1926 | 1931 | 1936 | 1946 | 1954 | 1962 | 1968 |
| ---- | ---- | ---- | ---- | ---- | ---- | ---- | ---- | ---- |
| 322  | 268  | 280  | 252  | 267  | 231  | 292  | 295  | 252  |

| 1975 | 1982 | 1990 | 1999 | 2006 | 2007 | 2012 | 2017 | 2022 |
| ---- | ---- | ---- | ---- | ---- | ---- | ---- | ---- | ---- |
| 139  | 113  | 106  | 105  | 98   | 97   | 94   | 97   | 88   |

## Économie

### Emploi
|                | 2008   | 2013   | 2018   |
| -------------- | ------ | ------ | ------ |
| Commune        | 14,9 % | 14 %   | 14,3 % |
| Département    | 10,1 % | 11,9 % | 12 %   |
| France entière | 8,3 %  | 10 %   | 10 %   |

En 2018, la population âgée de 15 à 64 ans s'élève à 48 personnes, parmi lesquelles on compte 59,2 % d'actifs (44,9 % ayant un emploi et 14,3 % de chômeurs) et 40,8 % d'inactifs,. Depuis 2008, le taux de chômage communal (au sens du recensement) des 15-64 ans est supérieur à celui de la France et du département.
La commune est hors attraction des villes,. Elle compte 16 emplois en 2018, contre 11 en 2013 et 15 en 2008. Le nombre d'actifs ayant un emploi résidant dans la commune est de 23, soit un indicateur de concentration d'emploi de 69,5 % et un taux d'activité parmi les 15 ans ou plus de 34,1 %.
Sur ces 23 actifs de 15 ans ou plus ayant un emploi, 11 travaillent dans la commune, soit 48 % des habitants. Pour se rendre au travail, 87 % des habitants utilisent un véhicule personnel ou de fonction à quatre roues et 13 % n'ont pas besoin de transport (travail au domicile).

### Activités hors agriculture
4 établissements sont implantés  à Verreries-de-Moussans au 31 décembre 2019.
Le secteur de l'industrie manufacturière, des industries extractives et autres est prépondérant sur la commune puisqu'il représente 75 % du nombre total d'établissements de la commune (3 sur les 4 entreprises implantées  à Verreries-de-Moussans), contre 6,7 % au niveau départemental.

### Agriculture
|               | 1988 | 2000 | 2010 | 2020 |
| ------------- | ---- | ---- | ---- | ---- |
| Exploitations | 7    | 1    | 1    | 1    |
| SAU (ha)      | 130  | 1    | 58   | 47   |

La commune est dans les « Plateaux du Sommail et de l'Espinouze », une petite région agricole occupant une frange nord-ouest du département de l'Hérault. En 2020, l'orientation technico-économique de l'agriculture  sur la commune est l'élevage d'ovins ou de caprins. Une seule  exploitation agricole ayant son siège dans la commune est recensée lors du recensement agricole de 2020 (sept en 1988). La superficie agricole utilisée est de 47 ha,,.

## Culture locale et patrimoine
Au début du mois d'août, l'association locale « À la source des verreries » fait revivre la fête afin de renouer avec la tradition pour rapprocher les habitants de la commune.
- Église Saint-Thomas de Verreries-de-Moussans.

### Lieux et monuments
- Église Saint-Thomas de Verreries-de-Moussans : La paroisse Saint-Thomas-des-Verreries a été une annexe de celle de Saint-Pons[26]. La paroisse de la Verrerie de Moussan est attestée depuis 1738[réf. nécessaire].

### Personnalités liées à la commune
- Famille de Grenier de Lassagne, ancienne famille subsistante de la noblesse française, établie sur la commune en 1653[39].

## Galerie

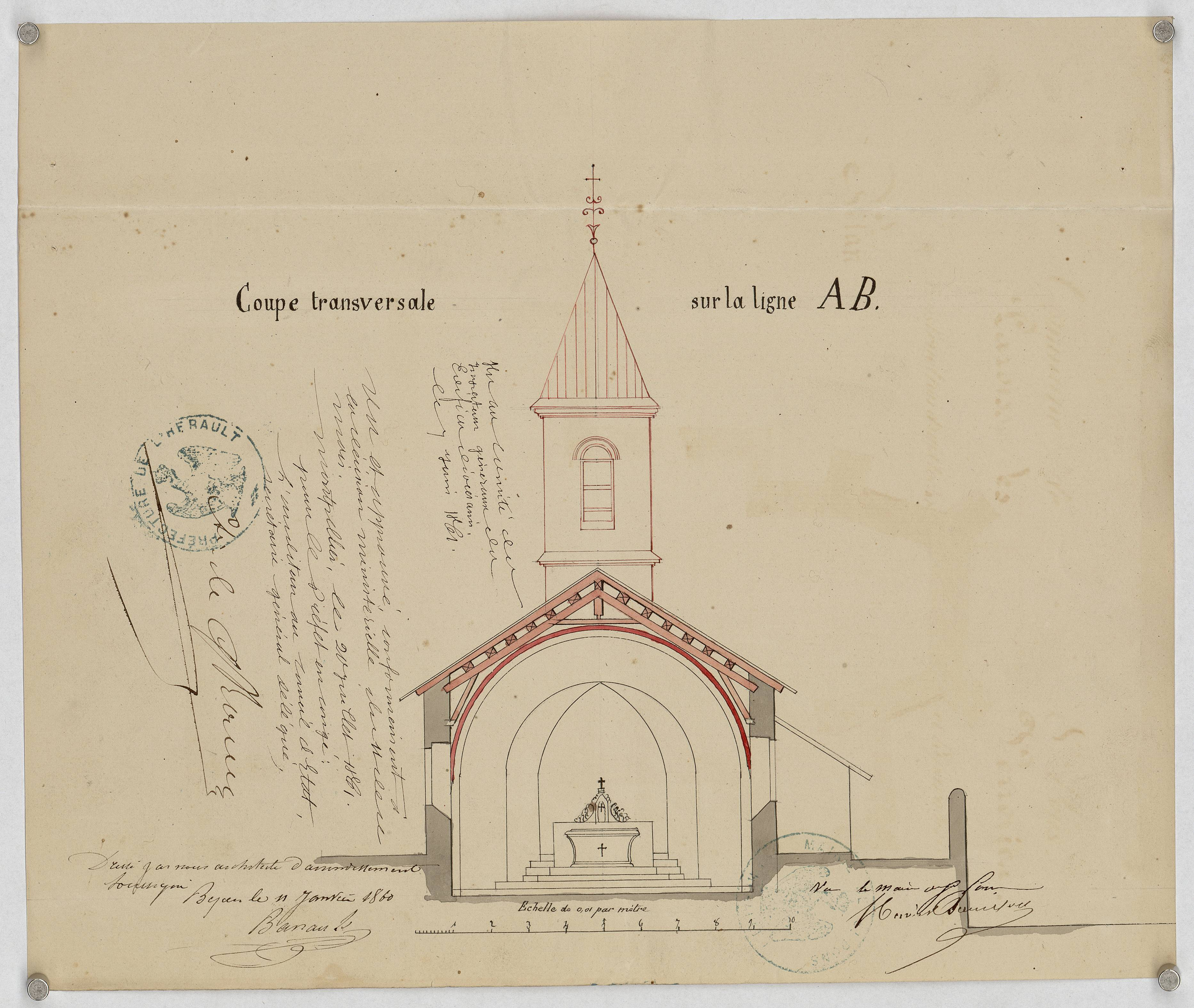
Plan de l'église en 1860.
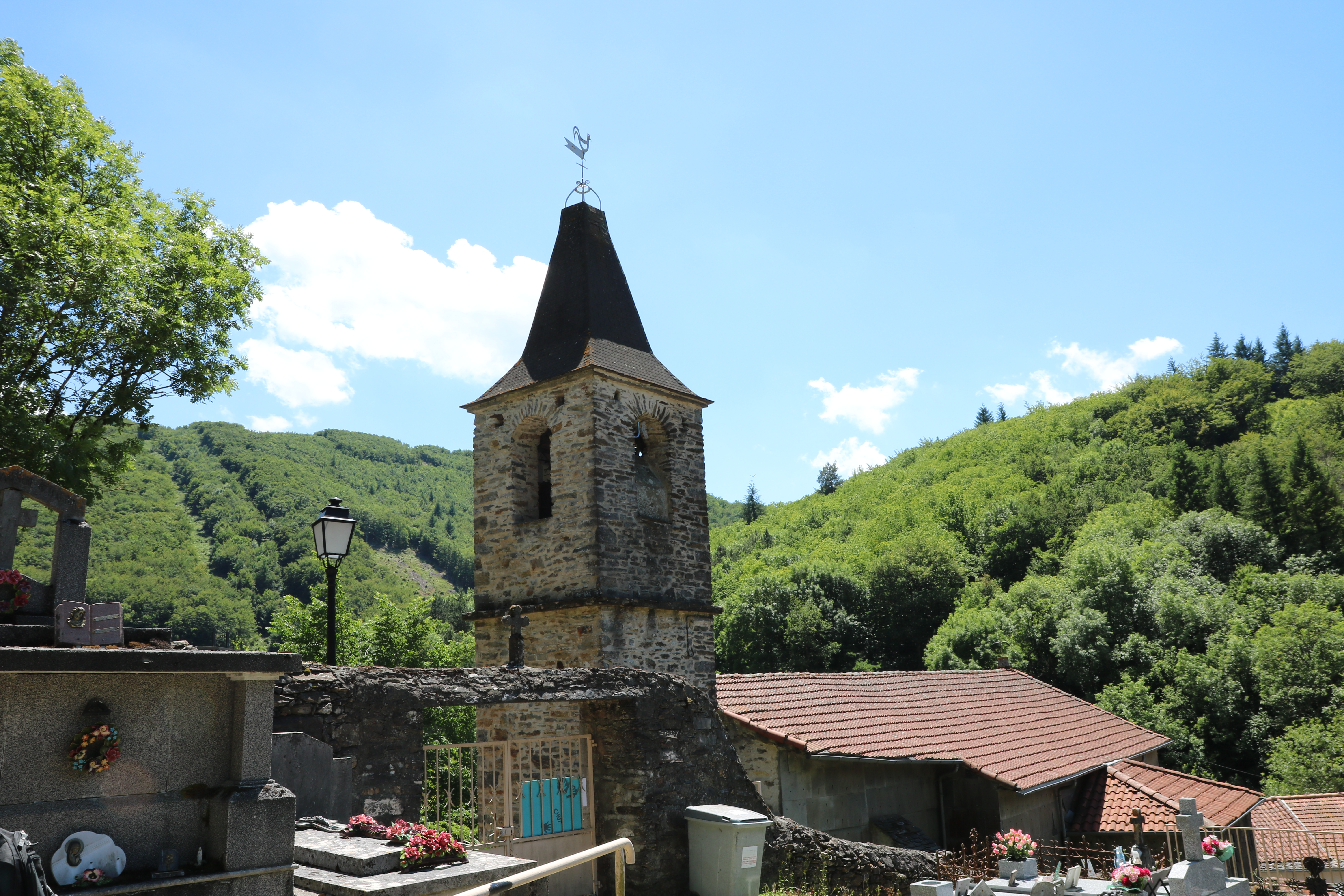
Vue de l'église Saint-Thomas.
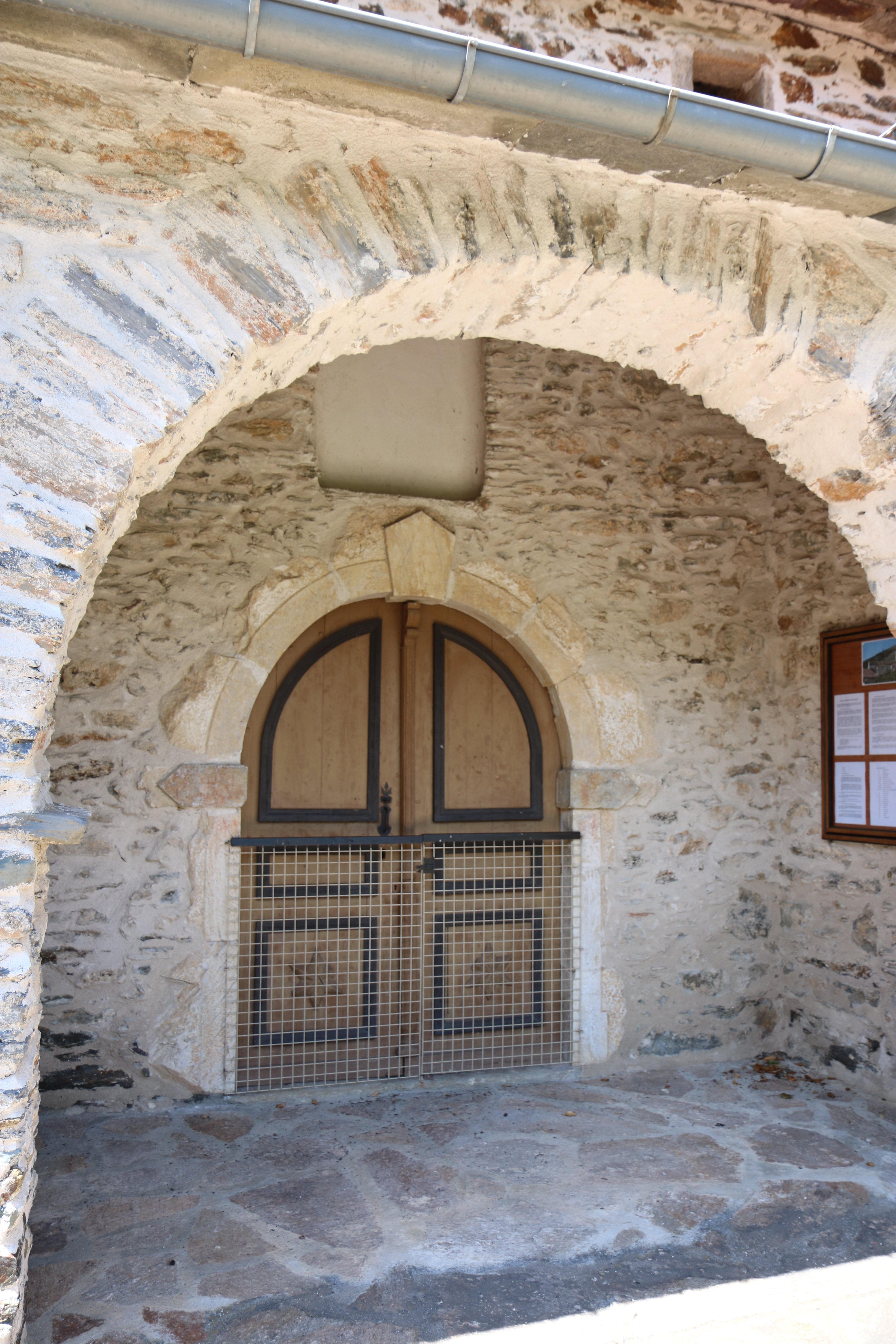
Vue détaillée de la porte d'entrée de l'église Saint-Thomas.
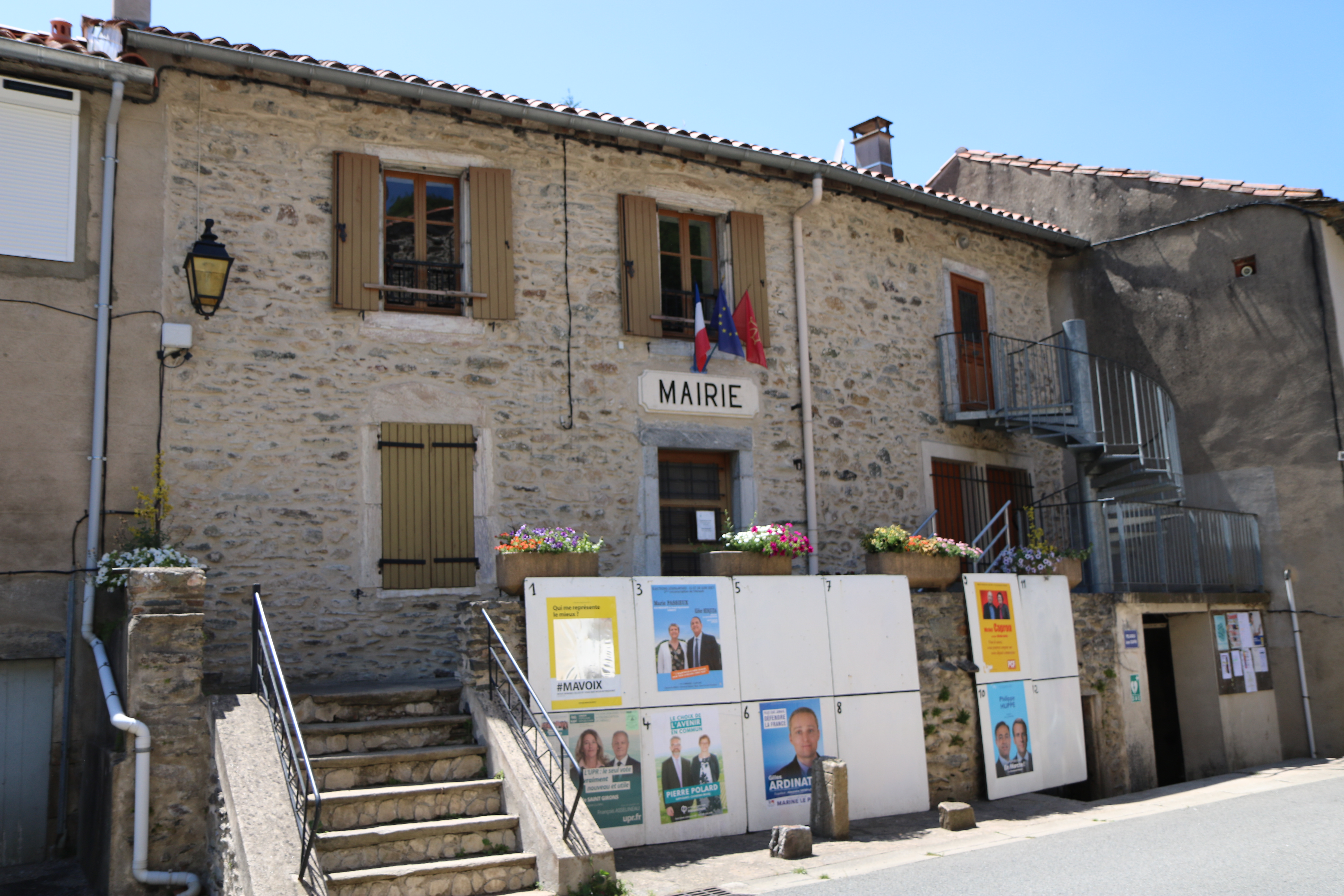
Vue de la mairie et des panneaux électoraux en 2017.
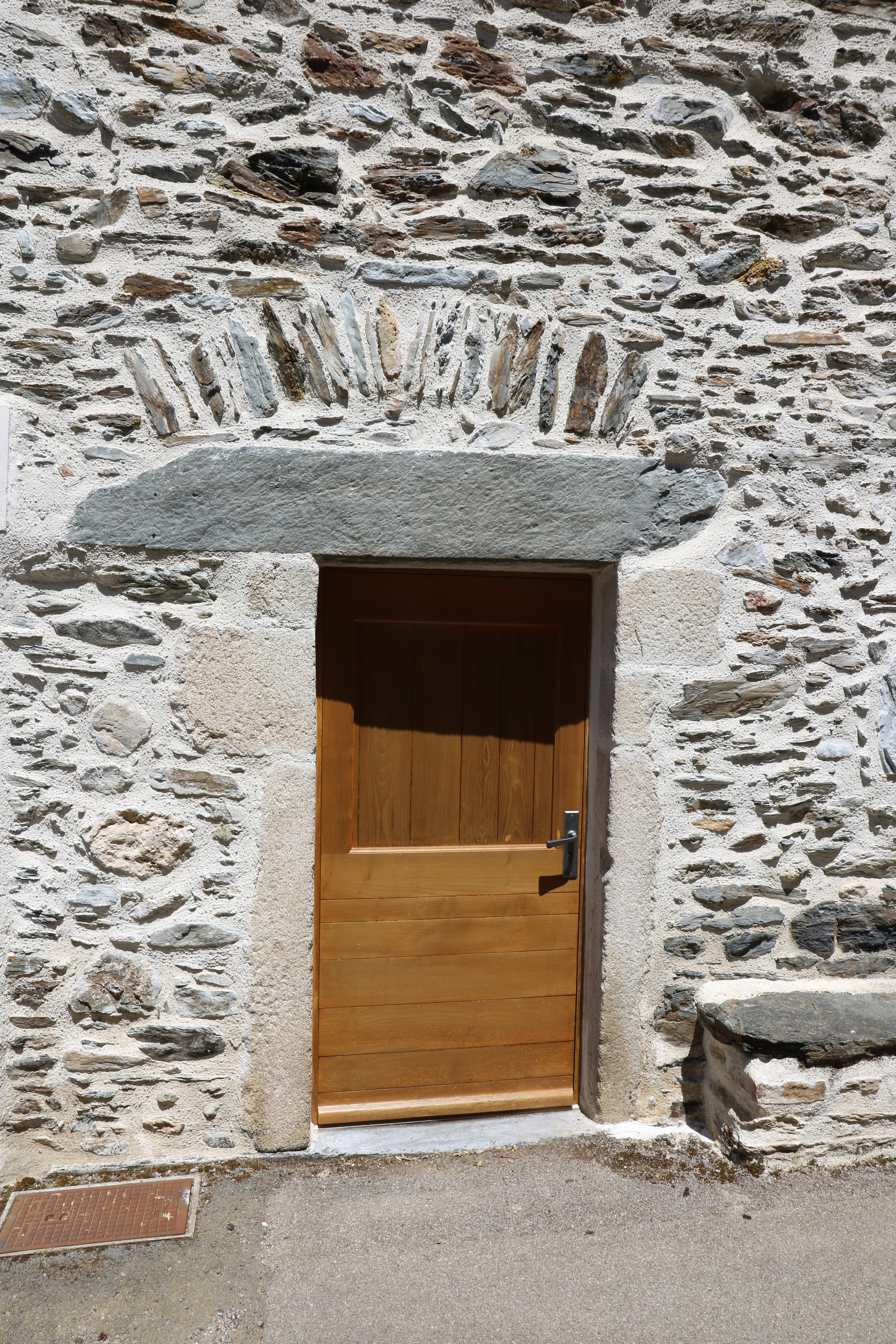
Vue détaillée d'une porte rustique dans le village.